# Diostracus malaisei
Diostracus malaisei är en tvåvingeart som beskrevs av Saigusa 1995. Diostracus malaisei ingår i släktet Diostracus och familjen styltflugor.
Artens utbredningsområde är Myanmar. Inga underarter finns listade i Catalogue of Life.